# Pascal Chimbonda
Pascal Chimbonda (ur. 21 lutego 1979 w Les Abymes na Gwadelupie) – francuski piłkarz występujący na pozycji obrońcy (środkowego lub prawego), reprezentant Francji.

## Kariera klubowa
Chimbonda rozpoczynał swoją karierę w Le Havre AC z Hawru, w którym zadebiutował w Ligue 1 29 kwietnia 2000 roku. W klubie tym występował przez 4 lata zarówno w Ligue 1 jak i w Ligue 2. W ciągu tego czasu rozegrał tam 85 meczów i zdobył 5 bramek. W 2003, po spadku swojego klubu do Ligue 2 przeniósł się do SC Bastia. Tam stał się ofiarą rasistowskich zaczepek ze strony kibiców AS Saint-Étienne. Z klubem z Koryski zajmował ostatnie miejsca w Ligue 1, a po spadku i incydentach z kibicami przeniósł się do Anglii, odrzucając ofertę Olympique Marsylia. Latem 2005 podpisał trzyletni kontrakt z Wigan Athletic i za 0,5 mln funtów stał się zawodnikiem beniaminka Premier League. W swoim pierwszym sezonie spisał się doskonale, rozegrał 43 mecze dla klubu, który dotarł do finału Pucharu Ligi i zajął dobre, 10. miejsce w Premier League. Chimbonda został również wybrany najlepszym prawym obrońcą Premier League. Interesowały się nim najlepsze zespoły w Anglii. Wigan wykazało jednak upór i nie chciało sprzedałać zawodnika do Tottenhamu Hotspur nawet za 3 mln funtów. Jednak po negocjacjach z drużyną "Spurs" w ostatnim dniu okna transferowego - 31 sierpnia 2006 Chimbonda podpisał kontrakt z Tottenhamem. Suma transferu wyniosła około 10 milionów euro. W Tottenhamie spędził dwa sezony, a 26 lipca 2008 podpisał kontrakt z Sunderlandem. Dołączył tym samym do partnerów ze "Spurs" Teemu Tainio i Steeda Malbranque. W nowym klubie zadebiutował 16 sierpnia w przegranym 0:1 spotkaniu ligowym z Liverpoolem. W klubie tym zaliczył 13 ligowych występów. Pod koniec listopada zainteresowanie nim wyraził Olympique Lyon. 27 stycznia 2009 roku Chimbonda przeszedł do swojego byłego klubu, Tottenhamu Hotspur. W zespole tym rozegrał trzy spotkania. W sierpniu podpisał kontrakt z Blackburn Rovers. W klubie tym zadebiutował 29 sierpnia w ligowym meczu z West Ham United.
21 kwietnia 2011 roku podpisał półroczny kontrakt z Queens Park Rangers. Latem 2011 roku odszedł do Panetolikosu.

## Kariera reprezentacyjna
W 2006 Chimbonda znalazł się niespodziewanie w składzie kadry Raymonda Domenecha na Mistrzostwa Świata. Wcześniej nie był nigdy powoływany do reprezentacji Francji, w której zadebiutował 31 maja 2006 w towarzyskim meczu z Danią (2:0). Na turnieju w Niemczech był zmiennikiem Willy'ego Sagnola, jednak nie zagrał na mistrzostwach ani razu.